# Jair de Jesús Pereira
Jair de Jesús Pereira (* 19. März 1949 in Blumenau, Santa Catarina) ist ein ehemaliger brasilianischer Fußballspieler, der im Mittelfeld bzw. im Angriff eingesetzt wurde.

## Leben
Von 1969 bis 1973 spielte Jair für den brasilianischen Traditionsverein Fluminense Rio de Janeiro, mit dem er die 1970 letztmals inoffiziell ausgetragene brasilianische Fußballmeisterschaft sowie drei Staatsmeisterschaften von Rio de Janeiro gewann.
Anschließend wechselte Jair zum Olaria AC, einem ebenfalls in Rio de Janeiro beheimateten Verein.
1974 verließ Jair sein Heimatland und stand mindestens 2 Jahre beim Club Universidad de Guadalajara unter Vertrag, der in der Saison 1974/75 erstmals in der höchsten mexikanischen Spielklasse vertreten war. In den ersten beiden Spielzeiten des Vereins in der ersten Liga war Jair mit 18 (1974/75) bzw. 12 Treffern (1975/76) der erfolgreichste Torschütze der Leones Negros.
Von Mai 1977 bis Januar 1978 war Jair für den argentinischen Verein Rosario Central tätig, für den er 28 Spiele absolvierte und 5 Tore erzielte.
Anschließend ging Jair erneut nach Mexiko, wo er seine aktive Laufbahn in Reihen des Tampico-Madero FC ausklingen ließ.

## Erfolge
- Meister von Brasilien: 1970
- Staatsmeisterschaft von Rio de Janeiro: 1969, 1971, 1973